# Dīzbīn
Dīzbīn (persiska: ديزبين) är en ort i Iran.   Den ligger i provinsen Östazarbaijan, i den nordvästra delen av landet, 500 km nordväst om huvudstaden Teheran. Dīzbīn ligger 1 391 meter över havet och antalet invånare är 265.
Terrängen runt Dīzbīn är kuperad söderut, men norrut är den platt.Runt Dīzbīn är det ganska glesbefolkat, med 32 invånare per kvadratkilometer. Närmaste större samhälle är Ahar, 5,8 km nordost om Dīzbīn. Trakten runt Dīzbīn består i huvudsak av gräsmarker.